# Actidium coarctatum
Actidium coarctatum is een keversoort uit de familie van de veervleugelkevers (Ptiliidae). De wetenschappelijke naam van de soort werd in 1855 als Ptilium coarctatum gepubliceerd door Alexander Henry Haliday.